# La Fontenelle, Loir-et-Cher
La Fontenelle är en kommun i departementet Loir-et-Cher i regionen Centre-Val de Loire i de centrala delarna av Frankrike. Kommunen ligger i kantonen Droué som tillhör arrondissementet Vendôme. År 2022 hade La Fontenelle 207 invånare.

## Befolkningsutveckling
Antalet invånare i kommunen La Fontenelle
| Referens: INSEE |